# Hermann Huppen
Hermann Huppen (Bévercé, 7 luglio 1938) è un fumettista belga.
È più conosciuto con il solo nome di battesimo, che usa anche come nome d'arte, Hermann.

## Carriera
Nato in un piccolo paese belga nella regione delle Ardenne, dopo aver lavorato in una ebanisteria e uno studio di architettura, e aver seguito un corso di architettura e decorazioni d'interni all'Accademia di Belle Arti di St.Gilles (Bruxelles), ha esordito nel mondo del fumetto nel 1964 realizzando alcune storie per un piccolo editore.
Greg notò il suo talento e gli offrì di lavorare per il suo studio. Nel 1966 inizia ad illustrare la serie Bernard Prince, scritta da Greg e pubblicata sull'edizione belga del settimanale Tintin. Nel 1969, sempre in collaborazione con Greg, inizia a disegnare la serie western Comanche.
Herman inizia a scrivere le proprie storie nel 1979, scrivendo la serie post-apocalittica Jeremiah. Nello stesso periodo produce anche tre albi di Nick, ispirata da Little Nemo di Winsor McCay, per la rivista Spirou. 
Nel 1983 inizia una nuova serie, Le Torri di Bois-Maury, ambientata nel medio evo.
Nel 1996 ha vinto il premio Oesterheld con l'albo Sarajevo tango, ambientato durante la guerra nella ex Jugoslavia, che narra le peripezie di un mercenario pagato per sottrarre una bambina alle fiamme di Sarajevo e riportarla alla madre.
Nel 1997 realizza Caatinga, storia ambientata nella regione del Sertão, nel nord-est brasiliano, con al centro la ribellione del cangaço.
Più di recente Hermann ha realizzato diverse opere con la collaborazione del figlio Yves H.; nel 2016 è stato premiato con il Grand Prix de la ville d'Angoulême, onorificenza alla carriera da parte del Festival international de la bande dessinée d'Angoulême.
Le storie di Hermann sono caratterizzate da uno stile realistico, in cui è presente un senso di disillusione nei riguardi dell'uomo in generale, e nella società nello specifico.
I protagonisti delle storie di Hermann sono spesso privi di ogni ideologia o idealismo, costretti a confrontarsi con una realtà dura in cui le vittorie non sono consacrazioni definitive ma temporanei successi nella lotta per la sopravvivenza.
Gran parte delle sue opere sono state pubblicate in lingua italiana sui settimanali Skorpio e Lanciostory, e poi ripresentate in volumi cartonati editi da Eura Editoriale e Alessandro Editore.